# Кинематограф Китая
Кинематограф Китая — киноискусство и киноиндустрия Китая.

## История

### Зарождение (1896—1921)

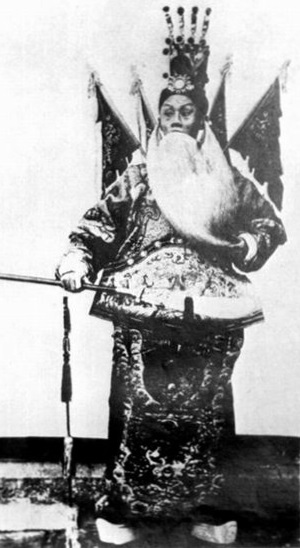
Тань Синьпэй в фильме «Битва при Динцзюньшане»

Сцена из фильма «Янь Жуйшэн»

Существует предположение, что первоначально кинематограф в Китае рассматривался как вид древнего искусства театр теней, поэтому кинофильм по-китайски называется «электрические тени» (кит. упр. 电影, пиньинь diànyǐng, палл. дяньин).
Первая зафиксированная в истории демонстрация «движущихся картинок» в Китае состоялась 11 августа 1896 года в Шанхае — городе, который на долгие годы стал центром кинематографа Китая. В Пекине первые фильмы были показаны в 1902 году. Собственно китайское кинопроизводство началось в 1905 году, когда пекинский фотограф Жэнь Цинтай снял на движущуюся ленту сцены из спектакля музыкальной драмы «Битва при Динцзюньшане» со знаменитым актёром Тань Синпэем в главной роли.
Первая кинокомпания, «Азия Фильм» (англ. China Cinema Company, aka Asia Film, кит. 亚细亚影戏公司), в Китае была основана в 1909 году американским евреем русского происхождения Бенджамином Бродским (англ. Benjamin Brodsky). Опытный делец, Бродский ощущал, что прокат фильмов в многомиллионном Китае принесёт ему огромную прибыль, однако нестабильное политическое положение в стране заставило иностранного дельца уже спустя три года перепродать права на компанию двум компаньонам Т. Шафферту (T. H. Suffert) и Яшелю (Mr Yashell). Будучи страховым агентом, Яшель мало что смыслил в киноиндустрии и в скором времени перепоручил бизнес своему знакомому, молодому китайцу Чжан Шичуаню, который на пару со своим приятелем, сценаристом Чжэн Чжэнцю стали одними из первых кинематографистов в Китае.
В 1917 году крупное шанхайское издательство «Шанъу» создало у себя киносъёмочный отдел и начало съёмку хроникальных и театральных фильмов. В 1921 году был снят первый полнометражный художественный фильм «Янь Жуйшэн» — социальная драма, в основу которого была положена реальная история убийства бизнесменом Янь Жуйшэном своей любовницы — проститутки Ван Ляньин. При этом для пущей реалистичности создатели картины на роль главного героя пригласили реального друга настоящего убийцы, а на роль проститутки — бывшую проститутку.
В 1922 году Чжан Шичуань и Чжэн Чжэнцю создали собственную компанию «Минсин». Уже в скором времени после образования компании в отношениях её отцов-основателей наметился раскол: Чжан Шичуань настаивал на производстве комических короткометражек, которые пользовались спросом у публики, тогда как Чжэн выступал за создание полнометражных работ с глубоким социальным посылом. Изначально кинокомпания сосредоточилась на комических короткометражках (именно к этому жанру относится выпущенный ей в 1922 году самый старый из сохранившихся китайских фильмов — «Любовь рабочего»), однако в скором времени оказалось, что затея Чжана провальна с коммерческой точки зрения и в 1923 году он согласился принять предложение Чжэна. Уже первая картина с явным морализаторским оттенком «Сирота спасает деда» (孤儿救祖记) имела оглушительный успех у публики. С 1924 по 1928 году кинокомпания произвела около 60 полнометражных фильмов. В основе сюжета большей части картин лежала история страдания женщин разных возрастов и разного социального происхождения. Чжэн Чжэнцю выступал как сторонник «социального кинематограф», который обязан не только развлекать, но и просвещать публику.
В 1925 году братьями Шао была образована другая крупнейшая кинкоомпания — «Тяньи». Она в свою очередь выпускала фольклорные драмы и провозглашала борьбу с европеизацией кинематографа, вместе с тем уходя от социальных тем. Продукция кинокомпании была ориентирована не только на местную публику, но и на международный рынок, в частности китайскую диаспору в странах Юго-Восточной Азии.
В 1929 году была создана третья крупнейшая кинокомпания — «Ляньхуа».
Всего же к 1925 году в Китае открылись 175 киностудий (большинство из них были частными), в том числе 141 в Шанхае. Многие из них выпустили лишь по одному фильму, но данный период стал периодом расцвета частного кино в Китае. К тому времени оно уже органично сочетает в себе исторические мотивы с элементами традиционной пекинской оперы.

### Левые
В начале 1930-х гг. кино перестаёт быть видом развлечения, оно приобретает гражданскую ответственность, поднимает серьёзные социальные проблемы. Главная роль в этом преобразовании принадлежала основателю кинокомпании «Минсин» Чжэн Чжэнцю, который активно выступал за то, чтобы кинематограф помимо развлекательной функции освещал проблемы и противоречия китайского общества, как феодального, так и нового, капиталистического. Первым произведением китайского «левого» кино считается фильм «Яростный поток» (1933 год; компания «Минсин»), в котором была показана эксплуатация крестьян помещиком. Тяжёлый труд крестьян нашёл своё отражение в картинах «Весенние шелкопряды» Чэн Бугао (1933) и «Песнь рыбака».
В 1930-х годах на рынке доминировали три кинокомпании: созданные ранее «Минсин» и «Тяньи», и новая кинокомпания Ляньхуа. Как «Минсин», так и «Ляньхуа» всё больше «склонялись влево», в то время как «Тяньи» продолжала производить менее социально ориентированные фильмы. Гоминьдан и КПК вели борьбу за контроль над крупнейшими кинокомпаниями, что отражалось на производимых ими фильмах.
В этот период появились первые крупные китайские кинозвёзды: Чжан Чжиюнь, Ху Де, Жуань Линъюй, Чжоу Сюань, Чжао Дань, Цзинь Янь. К заметным фильмам этого периода относятся также «Новые женщины» (1934), «Сын рыбака» (1934), «Перекрёстки» (1937), «Уличный ангел» (1937).

### Военное время (1937—1945)
С начала широкомасштабных военных действий в Китае в 1937 году и до 1945 года японское кино находилось под контролем государства и военных, в частности Отдела информации императорской армии. В 1939 году был принят «Закон о кино», создавший механизмы всеобъемлющего государственного контроля для использования кино в пропагандистских целях. Кино было важнейшим инструментом создания привлекательного образа Японской империи и модели взаимоотношения метрополии с колониями. После оккупации Северного Китая и провозглашения Маньчжоу-го орудием пропаганды на новообретённых территориях стала кинокомпания «Маньчжурия», продукция которой целенаправленно насаждала образ дружественных отношений между метрополией и колонией. Естественно, стоит понимать, что японцы, провозглашая «Великую восточноазиатскую сферу взаимного процветания», не подразумевали равноценность всех народов: поданные императора видели себя титульной нацией, что касается китайцев, то те занимали низшую, третью ступень.
Вторжение Японии в Китай и оккупация Шанхая завершили «золотой век» китайского кинематографа. Кинокомпании (за исключением кинокомпании «Синьхуа») закрылись, кинопроизводители покинули Шанхай, бежав в Гонконг, Чунцин и другие места. Однако производство фильмов в Шанхае не прекратилось: иностранные концессии в Шанхае стали островом в море японской оккупации, и этот период в истории китайского кинематографа известен под названием «Одинокий остров». Оставшиеся в Шанхае актёры и режиссёры были вынуждены ходить по тонкой грани между своими левыми либо националистическими убеждениями, и японским давлением. Типичным примером шанхайской кинопродукции того времени является снятый в 1939 году фильм режиссёра Бу Ваньцана «Мулань идёт в армию», в котором в Средние века китайская крестьянка идёт сражаться против иностранного вторжения. Этот период завершился после того, как 7 декабря 1941 года Япония объявила войну западным державам; одинокий остров был смыт волной.

### Второй «Золотой век»: конец 1940-х
После 1945 года киноиндустрия Китая продолжила своё развитие. Вместо студий «Минсин» и «Ляньхуа» в Шанхае возникли новые киностудии. В 1946 году в Шанхай вернулся Цай Чушэн, который возродил название «Ляньхуа», основав «Кинообщество Ляньхуа». Оно, в свою очередь, превратилось в одну из самых значительных кинокомпаний эпохи — «Куньлунь», снявшую такие шедевры, как «Лампы десятка тысяч домов» (1948), «Реки воды весенние на восток текут» (1947) и «Вороны и воробьи» (1949). Многие из этих фильмов демонстрировали разочарование режимом Чан Кайши.
Тем временем другие компании — например, «Вэньхуа» — отошли от левых традиций, и стали разрабатывать другие жанры. Незадолго перед переходом власти к коммунистам Фэй Му снял «Весна в городке», который считается[кем?] лучшим китайскоязычным фильмом всех времён. Ирония судьбы заключается в том, что именно отточенная актёрская игра и отсутствие политики привели к тому, что в КНР фильм заклеймили как реакционный, и он был скоро забыт. Фильм был вновь «открыт» после Культурной революции, со старого негатива были сделаны новые копии, и фильм нашёл новую аудиторию и оказал влияние на новое поколение кинопроизводителей. В 2002 году Тянь Чжуанчжуан снял ремейк этого киношедевра.

## Коммунистическая эпоха (1950-60-е)
После образования КНР в 1949 году новые власти стали уделять кинематографу особое внимание. Начиная с 1951 года старые китайские фильмы, а также кинопродукция Голливуда и Гонконга были запрещены, начали сниматься новые фильмы, сосредоточенные на жизни рабочих, крестьян и солдат. Частные кинокомпании Шанхая продолжали выпускать картины. Но после их объединения в Шанхайское кинопредприятие в 1952 г. история частного китайского кино завершилась. Количество кинозрителей резко возросло: с 47 миллионов в 1949 году до 415 миллионов в 1959. За 17 лет, прошедших от образования КНР до начала Культурной революции, было снято 603 художественных фильмов и 8342 документальных (с учётом кинохроники). Деятели китайского киноискусства стали ездить в СССР для перенимания советского опыта. В 1956 году открылась Пекинская киноакадемия. В 1960 году был снят первый китайский широкоэкранный фильм. Большую популярность приобрели мультипликационные фильмы, в которых активно использовались такие традиционные китайские народные виды искусства, как вырезание из бумаги, театр теней, традиционные китайские виды кукольного театра, а также живопись в жанре «гохуа». Самым известным мультфильмом этой эпохи является, наверное, работа Вань Лаймина «Сунь Укун: Переполох в Небесных чертогах», завоевавшая приз Лондонского кинофестиваля.
Усиление идеологического контроля после объявления Мао Цзэдуном курса на борьбу с правыми элементами заметно ослабило художественную ценность китайских фильмов. В 1962 г. были выпущены такие фильмы, как: «Защитим красное знамя», «Революционная семья», «Ранняя весна в феврале», «Из искры — пламя», «Сон в красном тереме» (в жанре шанхайской оперы) и другие. С этого же года начал проводиться кинофестиваль «Сто цветов».
В период с 1949 по 1965 гг. китайскими киностудиями было выпущено более 1200 фильмов.

## Культурная революция и её последствия (1960-80-е)
Во время Культурной революции кинопроизводство подверглось серьёзным ограничениям. Практически все снятые раньше фильмы были запрещены, некоторые режиссёры подверглись репрессиям (среди них был известный мультипликатор Тэ Вэй). Был составлен «Список четырёхсот фильмов — ядовитых трав и фильмов с серьёзными ошибками», составленном в сентябре 1967 года Пекинского института кинематографии. Тут и известная миру экранизация рассказа великого китайского писателя Лу Синя «Моление о счастье»; и «Прилив южного моря» одного из старейших кинематографистов Китая Цай Чушэна, чья «Песня рыбаков» ещё в 1935 году была отмечена премией Московского международного кинофестиваля; тут и «Сестры по сцене» — фильм на столь редкую в китайском кино тему, как жизнь актёров классического театра. Среди других известные классические картины:
- «Уличные ангелы» — «ратует за буржуазный гуманизм, распространяет вульгарные, низменные интересы»;
- «Перекресток» — «обходит стороной национальные противоречия, проповедует пессимизм и бездеятельность, ратует за буржуазную теорию человеческой сущности»;
- «Дети тревог» — «воспевает буржуазную интеллигенцию»;
- «Весенние воды текут на восток» — «приукрашивает реакционных гоминьдановских правителей, чернит облик трудового народа, проповедует буржуазный гуманизм»;
- «Вороны и воробьи» — «порочит облик трудового народа, проповедует буржуазный гуманизм»…

Было снято всего несколько новых фильмов, самым известным из которых является балетная версия революционной оперы «Красный женский отряд». С 1967 по 1972 годы художественных фильмов не снималось вообще, после 1972 кинопроизводство возродилось, но осуществлялось под строгим контролем со стороны «банды четырёх». Первым фильмом после долгого застоя становится фильм режиссёра Се Цзинь «Морской порт». Фильм снят по мотивам одного из восьми революционных спектаклей, которые были разрешены правительством в период «культурной революции». Типичным примером фильмов этого периода является снятый в 1975 году режиссёром Ли Вэньхуа фильм «Разрыв со старым». Однако после ареста «банды четырёх» кинопроизводство расцвело вновь.
В 1980-х годах для кинодиндустрии КНР наступили тяжёлые времена. С одной стороны, приходилось конкурировать с другими видами развлечений, с другой — нужно было учитывать мнение властей, с точки зрения которых многие триллеры и фильмы жанра «Уся» были социально неприемлемыми. Для усиления контроля над кинопроизводством, управление им в январе 1986 года оно было передано от Министерства культуры специально созданному Министерству по делам кино, телевидения и радио.
Окончание Культурной революции привело к появлению фильмов, демонстрирующих психологические травмы, причинённые этим периодом китайской истории. Самыми известными фильмами этого жанра являются работы Се Цзиня. «Утраченная юность» Чжан Нуаньсинь, «Легенда горы Тяньюньшань» (премия «Золотой петух» 1981 года) и «Посёлок лотосов» (премия «Золотой петух» 1987 года).

## Пятое поколение (1980-90-е)
Середина 1980-х отмечена появлением т. н. «пятого поколения китайских кинорежиссёров». Речь идёт о представителях первого после Культурной революции выпуска Пекинской киноакадемии: в 1982 году её закончили такие ставшие впоследствии известными режиссёры, как Чжан Имоу, Тянь Чжуанчжуан, Чэнь Кайгэ и Чжан Цзюньчжао. Выходом представителей «пятого поколения» на широкую арену считаются фильмы Чжан Цзюньчжао «Один и восемь» (1983) и Чэнь Кайгэ «Жёлтая земля» (1984). Именно в этот период китайское кино стало выходить на широкую международную арену, собирая премии и награды престижных кинофестивалей: «Золотой медведь» за «Красный гаолян» (1988), «Золотой лев» за «Цю Цзюй подаёт в суд» (1992), «Золотая пальмовая ветвь» за «Прощай, моя наложница» (1993). Наиболее известной киноактрисой, снимавшейся в фильмах этих режиссёров, стала Гун Ли. Помимо упомянутых, из представителей «пятого поколения» известность в КНР получили также такие режиссёры, как У Цзыню, Ху Мэй и Чжоу Сяовэнь.
В этот период также вернулись к деятельности представители «четвёртого поколения»: те, кто получил профессиональную подготовку до 1966 года, но чья карьера была прервана Культурной революцией. Одним из наиболее известных представителей этой группы был У Тяньмин, снявший «Старый колодец» (1986) и «Меняющиеся маски» (1995).
Окончанием этого периода развития китайского кинематографа считаются События на площади Тяньаньмэнь 1989 года, после которых властями были введены ограничения на деятельность средств массовой информации. У Тяньмин после этого предпочёл уехать в США (правда, впоследствии вернулся), Хуан Цзяньсинь — в Австралию, ряд режиссёров перешли из кино на телевидение.

## Шестое поколение (с 1990-х)
Кинорежиссёров КНР, выдвинувшихся в 1990-е, называют «шестым поколением китайского кинематографа». Ещё их иногда называют «поколением вернувшихся кинолюбителей», так как отсутствие крупного бюджетного финансирования или иных форм поддержки привело к тому, что быстро снимались малобюджетные фильмы, зачастую с использованием самых дешёвых средств (16-мм киноплёнка или цифровая видеокамера), в них играли непрофессионалы. Известными представителями «шестого поколения» являются Цзя Чжанкэ, Ван Сяошуай, Чжан Юань. После того, как их фильмы стали известны за пределами КНР, ряд представителей «шестого поколения» стали снимать фильмы совместно с иностранными кинорежиссёрами.

## Новое китайское кино
После воссоединения Гонконга и Макао с КНР стало появляться всё больше совместных фильмов, работу над которыми совместно вели представители КНР, Гонконга и Тайваня. Известными примерами такого сотрудничества являются «Крадущийся тигр, затаившийся дракон» (2000), «Клятва» (2005), «Хо Юаньцзя» (2006), «Полководцы» (2007), «Красный утёс» (2008-09).